# Born (pel·lícula)
Born és una pel·lícula hispano-catalana del 2014 dirigida per Claudio Zulian, qui és també coautor del guió juntament amb Michel Fessler, Albert García Espuche i Neus Rodríguez Roig. Ha estat doblada al català.

## Argument
Un cop acabada la Guerra de Successió Espanyola a Barcelona (començaments del segle xviii), tres personatges que van viure al desapagut barri del Bornet intenten resoldre els seus comptes pendents: el calderer Bonaventura Alberni, la seva germana Mariana i el ric comerciant Vicenç.

## Repartiment
- Vicky Luengo 	... 	Marianna
- Josep Julien 	... 	Vicenç
- Marc Martínez 	... 	Bonaventura
- Mercè Arànega 	... 	Violant
- Núria Granell 	... 	Teresa
- Jordi Mestre Molina 	... 	Anton
- Florin Opritescu ... 	Miquel
- Berta Errando 	... 	Maria Rosa
- Martin Ulrich Huber 	... 	Kies

## Producció
Està inspirada en el llibre La ciutat del Born de García Espuche, en el qual retrata la història de les 55 cases que van descobrir sota el mercat del Born, en plena construcció de la Biblioteca de Catalunya, i també va llegir 1,2 milions de documents de notaris. Fins i tot s'hi imita el català que es parlava aleshores.

## Nominacions i premis
Premis Gaudí de 2015
| Categoria                        | Persona                       | Resultat  |
| -------------------------------- | ----------------------------- | --------- |
| pel·lícula en llengua catalana   |                               | Nominada  |
| Millor actriu secundària         | Mercè Arànega                 | Nominada  |
| Millor vestuari                  | Elena Ballester i Suñé        | Nominada  |
| Millor maquillatge i perruqueria | Alicia Rodríguez Sergio Esche | Nominades |

Festival de Cinema de Milà
| Categoria                 | Persona         | Resultat   |
| ------------------------- | --------------- | ---------- |
| Millor direcció artística | Elena Ballester | Guanyadora |